# Krisztián Hegyi
Krisztián Hegyi (Boedapest, 24 september 2002) is een Hongaars voetballer die door Motherwell FC van West Ham United FC gehuurd wordt.

## Carrière
Krisztián Hegyi speelde in de jeugd van Lurkó UFC en Szombathelyi Haladás. In 2019 maakte hij de overstap naar het Engelse West Ham United FC. Hier speelde hij in de jeugdopleiding. In het seizoen 2022/23 maakte hij een aantal keer deel uit van de eerste selectie van West Ham United, maar debuteerde niet. In dit seizoen werd hij ook eenmaal geselecteerd voor het Hongaars voetbalelftal. Hij zat op de bank tijdens de 3-0 gewonnen EK-kwalificatiewedstrijd tegen Bulgarije. In het seizoen 2023/24 werd Hegyi verhuurd aan Stevenage FC. Hier debuteerde hij op 8 augustus 2023 in het betaald voetbal, in de met 1-1 gelijkgespeelde thuiswedstrijd tegen Watford FC in het toernooi om de EFL Cup. In de beslissende penaltyserie stopte hij een penalty van Rhys Healey, waardoor Stevenage doorging naar de volgende ronde. In het begin van het seizoen speelde Hegyi vier wedstrijden in de League One, maar kwam later niet meer aan spelen toe. Daarom werd de verhuurperiode na een half jaar afgebroken en werd hij de rest van het seizoen aan FC Den Bosch verhuurd. Hier was hij een vaste basisspeler, waardoor hij tot zeventien wedstrijden kwam in een half jaar. In het seizoen 2024/25 wordt hij verhuurd aan het Schotse Motherwell FC.

### Statistieken
| Seizoen                      | Club               | Land           | Competitie     | Competitie | Competitie | Beker | Beker | Overig | Overig | Totaal | Totaal |
| Seizoen                      | Club               | Land           | Competitie     | Wed.       | Dlp.       | Wed.  | Dlp.  | Wed.   | Dlp.   | Wed.   | Dlp.   |
| ---------------------------- | ------------------ | -------------- | -------------- | ---------- | ---------- | ----- | ----- | ------ | ------ | ------ | ------ |
| 2022/23                      | West Ham United FC | Engeland       | Prem. League   | 0          | 0          | 0     | 0     | 0      | 0      | 0      | 0      |
| 2023/24                      | → Stevenage FC     | Engeland       | League One     | 4          | 0          | 0     | 0     | 2      | 0      | 6      | 0      |
| 2023/24                      | → FC Den Bosch     | Nederland      | Eerste divisie | 17         | 0          | 0     | 0     | –      | –      | 17     | 0      |
| 2024/25                      | → Motherwell FC    | Schotland      | Premiership    | 0          | 0          | 0     | 0     | 2      | 0      | 2      | 0      |
| Carrièretotaal               | Carrièretotaal     | Carrièretotaal | Carrièretotaal | 21         | 0          | 0     | 0     | 4      | 0      | 25     | 0      |
| Bijgewerkt op 5 januari 2025 |                    |                |                |            |            |       |       |        |        |        |        |